# Caradjaina kwangtungialis
Caradjaina kwangtungialis là một loài bướm đêm trong họ Crambidae.